# Сукха, Сури
Сури Сукха (тайск. สุรีย์ สุขะ; 27 июля 1982, Саконнакхон, Таиланд) — тайский футболист, игрок клуба «Муангкан Юнайтед».

## Карьера
Сури стал известной персоной после того, как английский клуб «Манчестер Сити» решил подписать контракт с Сури и ещё двумя тайскими игроками. Тем не менее, департамент Правительства Великобритании (Хоум-офис) отказало игрокам в получении разрешения на работу, поскольку игроки из стран, не входящих в рейтинг 70 лучших стран ФИФА, не соответствуют требованию Министерства внутренних дел. Также игрок не смог выполнить требование, согласно которому, игроки должны отыграть 75 % международных матчей своей страны за два года до подачи на получение разрешения на работу.